# Requebra
Requebra é uma música do cantor Vinny que fez sucesso nos anos 90.
O cantor Vinny contou que a produtora Marlene Mattos o convidou para participar de um filme da Xuxa com uma canção inédita. O título da música, Requebra, foi sugestão de Diler, e acabou se transformando no próprio nome do filme.
| “ | "A Marlene Mattos pediu uma canção para um novo filme da Xuxa (Xuxa Requebra). Na época, eu estava com a música 'Requebra' pronta e então a apresentei. Essa canção deu título ao filme, além de ser a trilha oficial. Aliás, faço uma pontinha no filme no papel de pipoqueiro" | ” |

Na discografia do Vinny, a canção foi lançada no álbum O Bicho Vai Pegar, de 1999. A música ainda está presente os álbuns Vinny Mix (Ao Vivo), e nas coletâneas Millenium e O Melhor de Vinny. Além destes, a música está presente no álbum Pop Rock 2000, uma coletânea com músicas de vários artistas.